# Arduino d'Ivrea
Arduino d'Ivrea, detto anche  Arduino di Dadone o Arduino da Pombia (Pombia, 955 circa – Fruttuaria, 14 dicembre 1015), fu marchese d'Ivrea dal 990 alla morte e re d'Italia dal 1002 al 1014.

## Biografia
Arduino nacque nel 955 circa, figlio, secondo una ipotesi tradizionale, del conte Dadone di Pombia. La sua ascendenza dagli Anscarici non è certa (si veda la pagina del padre per approfondire).

### Marchese di Ivrea
Il marchese d'Ivrea Corrado Cono fu trasferito al ducato di Spoleto, Camerino e Pentapoli delle Marche fra il 990 e il 996. L'imperatore Ottone III individuò il successore in Arduino, e, intorno al 990 Arduino fu nominato marchese della marca d'Ivrea e nel 991 conte di palazzo. La marca comprendeva i comitati di Ivrea, Vercelli, Pombia-Novara, della val d'Ossola. Alfredo Lucioni, sulla scorta di Francesco Panero, avanza l'ipotesi che la sua ascesa fu dovuta all'imperatrice madre (in quel momento reggente) Adelaide, sulla base di un diploma emesso da Arduino cinque giorni dopo l'incoronazione, in cui conferma dei beni e diritti dell'abbazia di San Salvatore di Pavia: in esso, infatti, cita la ormai defunta imperatrice, cosa mai fatta in nessun diploma dell'abbazia precedente al suo. Adelaide avrebbe elevato Arduino in contrasto alla stirpe anscarica (se si parte dal presupposto che Arduino non ne faceva parte), favorendo il figlio di Dadone, titolare del comitato di Milano (anche se tale attribuzione è nuovamente non certa), città situata nei pressi di Como, sede del vescovo Pietro, alleato di Adelaide e possibile sponsorizzatore di Arduino per la carica marchionale, oltre che suo futuro sostenitore per la sua ascesa al trono italico. Tutto ciò che è sicuro riguardo alla sua ascesa a marchese di Ivrea è che essa poteva «essere stata esito di un trasferimento, suggerito dall'appartenenza a una famiglia influente, titolare di poteri ufficiali in un'area più orientale (lombarda) rispetto a Ivrea [data la probabile appartenenza del padre Dadone al milanese]; oppure può essere l'ascesa di un homo novus, scelto dal re per la sua intraprendenza militare e perché meritava fiducia».
Tra il 997 e il 999 Arduino ebbe forti contrasti con i vescovi della sua marca, in quanto, interprete massimalista del suo ufficio pubblico, tentò di restaurare il potere pubblico marchionale contrastando l'ascesa locale dei vescovi, anche se a "livello nazionale", fuori dalla sua marca quando divenne re, non contrastò questa tendenza. Il 17 o 18 marzo del 997 il vescovo di Vercelli, Pietro, venne assassinato da un gruppo di milites del vercellese fedeli ad Arduino. A Ivrea, invece, il vescovo Warmondo, intento a recuperare il controllo sulla vassallità episcopale e sul complesso patrimoniale diocesano, minacciò Arduino di scomunicarlo e di porre su di lui un anatema, e, dato che non venne ascoltato, scomunicò Arduino unitamente al fratello Amedeo, ad un certo Everardo e i milites vescovili e cittadini di Ivrea sostenitori del marchese.
Data l'inefficacia degli atti fin qua adottati, i vescovi scrissero una lettera a papa Gregorio V, redatto forse in occasione di un sinodo tenuto a Pavia il 20 settembre 998 presieduto da Ottone III, che prese posizione contro l'alienazione delle proprietà degli enti religiosi, per informarlo delle azioni di Arduino e delle pene a lui afflitte. Il papa quindi scrisse a sua volta una lettera ad Arduino datata gennaio 999, in cui lo minacciò di cessare con le sue azioni contro i vescovi della sua marca pena l'anatema nella Pasqua di quell'anno (in tale lettera non vi è menzione dell'uccisione del vescovo di Vercelli Pietro, ricordata inoltre solo in maniera implicita dai vescovi nella lettera inviata in precedenza al pontefice).
Nel 999 il nuovo papa Silvestro II, appena salito al soglio pontificio per volere di Ottone III e già partecipe, in qualità di arcivescovo di Ravenna, al sopramenzionato sinodo a Pavia in cui era stata evidenziata la situazione, convocò Arduino a Roma e lo dichiarò hostis publicus (quindi formalmente non fu scomunicato, anche perché lo era già prima) di fronte al sinodo e allo stesso imperatore. Egli si assunse la colpa dell'assassinio del vescovo di Vercelli Pietro e la pena prevedeva che vivesse separato da tutti, che rinunciasse a vestirsi con abiti di lino e a non mangiare più carne, a non avere più i sacramenti, che girasse disarmato e a non dormire per più di due notti di fila nello stesso luogo, eccezion fatta in caso di malattia; la pena alternativa era di farsi monaco. Per quanto riguarda la tarda azione papale nei confronti di Arduino, avvenuta ben due anni dall'uccisione del vescovo di Vercelli Pietro, essa è spiegabile dal fatto che Gregorio V fu cacciato da Roma nell'autunno del 996 fino a inizio del 998, quando Ottone III rovesciò l'antipapa Giovanni Filagato (Giovanni XVI), senza contare la morte del suddetto papa. Però bisogna considerare che, nel periodo dell'esilio forzato di Roma, Gregorio V era a Pavia, fisicamente vicino al luogo dell'assassinio di Pietro, ma a ciò non conseguì nessuna immediata reazione. Anche l'atteggiamento imperiale fu ambivalente, ed Ottone III nella lotta tra i vescovi della marca di Ivrea ed Arduino assunse un atteggiamento di neutralità e ciò è dovuto al dominio presso la corte di Adelaide, nonna e reggente dell'imperatore, probabile protettrice di Arduino e possibile artefice della sua ascesa al potere: tal riposizionamento di potere presso la corte imperiale è visibile nella lotta contro il già citato antipapa Giovanni Filagato, ex protetto della defunta Teofano e rivale di Adelaide.
Nel periodo tra il 999 e il 1002 non si hanno informazioni su Arduino, se non di suo fratello Guiberto, definito comes, che presenziò in un placito a Pavia in cui era presente Ottone III, e il figlio Ardicino, convocato al palazzo regio a Pavia ma ivi fuggito di notte prima di incontrare l'imperatore. Per quanto riguarda quest'ultimo, l'ipotesi secondo cui venne investito della marca il suddetto figlio, risulta poco probabile. L'assenza di notizie dirette riguardo all'agire politico di Arduino non deve essere scambiata per una sua «sterilizzazione politica» a seguito degli eventi romani o non si spiegherebbe la sua ascesa al trono pochi anni dopo. Come evidenziato da Alfredo Lucioni fu «certo una efficace integrazione fra alte protezioni politiche, capacità di mobilitazione di forze militari adesioni nel mondo religioso a permettere al marchese di superare senza troppi danni la condanna romana nella primavera del 999, la morte dell'imperatrice Adelaide il 16 dicembre dello stesso anno e la progressiva ascesa di Leone di Vercelli grazie alle sue relazioni con Ottone III e con Silvestro II».
L'imperatore Ottone, con l'intercessione del pontefice che scomunicò i due marchesi, sollevò dall'incarico Arduino, conferendo la reggenza della marca al cugino Olderico Manfredi, incaricato anche di sedare la ribellione arduinica. Questa ulteriore scomunica non pose tuttavia fine alla lotta di Arduino. Olderico non riuscì nel suo intento, anzi, la ribellione dei conti italiani si allargò al punto che l'imperatore dovette tornare in Italia per sedare la rivolta.
Nel frattempo l'imperatore consegnò con diploma del 9 luglio 1000 la carica comitale di Ivrea al vescovo Warmondo ed alcune terre arduiniche al vescovo Leone di Vercelli e al marchese Olderico Manfredi (Pavia, tolta ai marchesi Obertenghi, le contee di Asti ed Acqui, tolte agli Aleramici).

### Re d'Italia

#### L'ascesa al trono

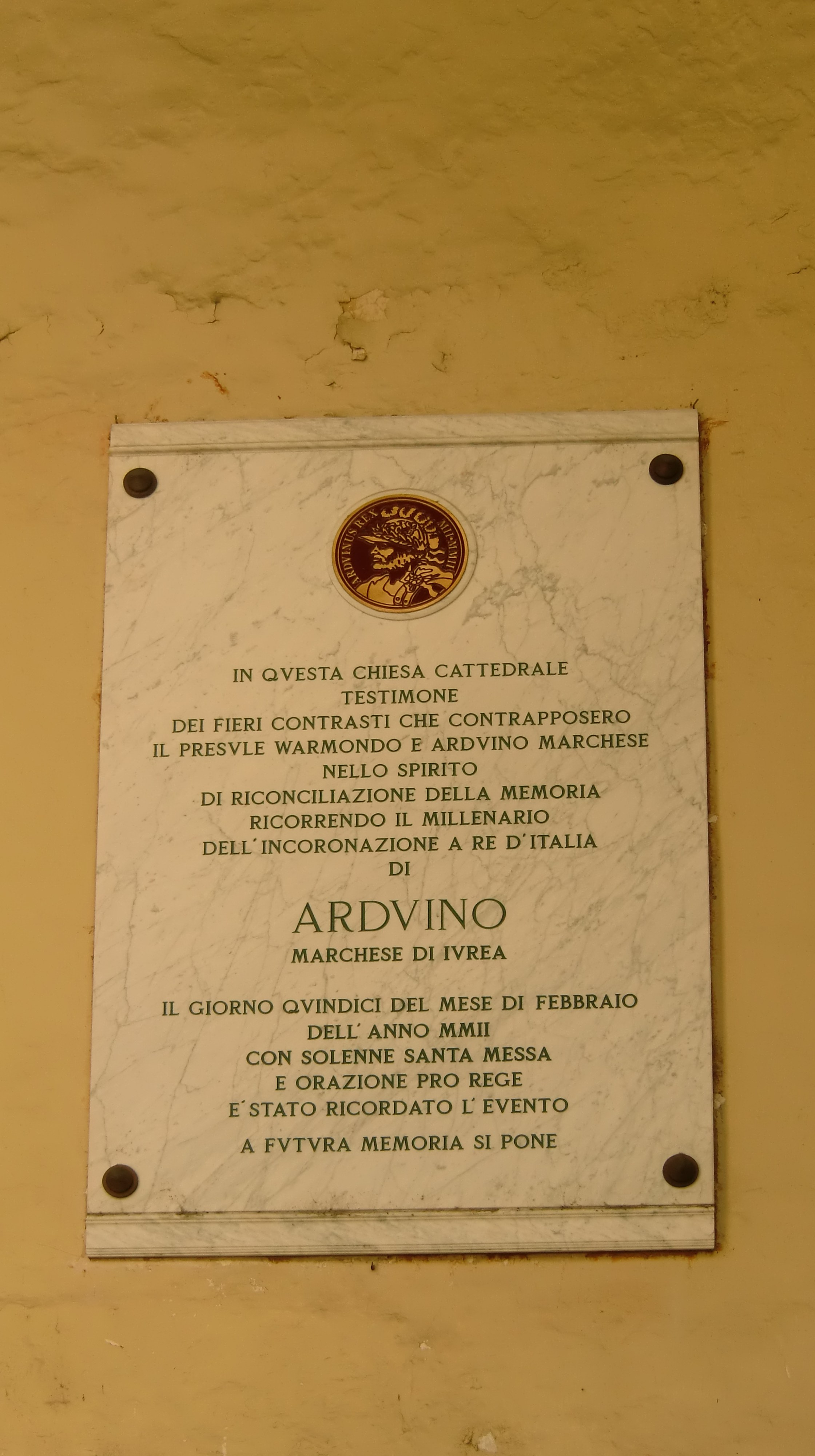
Duomo di Ivrea, lapide di riconciliazione di Warmondo per il millenario dall'elevazione a re d'Italia da parte di Arduino

Il 15 febbraio 1002, approfittando della morte di Ottone III avvenuta solo ventitré giorni prima, un certo gruppo di potentes elessero a re d'Italia Arduino, venendo incoronato dal vescovo di Pavia Guido nella basilica di San Michele Maggiore della città. Arduino aveva il sostegno di almeno alcune grandi famiglie, tra cui gli Obertenghi, stirpe di appartenenza della moglie Berta, aspiranti alla carica marchionale di Tuscia, carica non occupata dalla morte del marchese Ugo II il 21 dicembre 1001 e non assegnata per la morte, avvenuta un mese dopo, di Ottone III, e, da essa, forse, aspirarono al trono italico, anche se tali ipotesi riguardo a tali ambizioni non è universalmente accettata. Ulteriori suoi sostenitori furono il già citato vescovo di Como Pietro ed il vescovo di Asti Pietro (forse figlio del conte di Lomello Cuniberto e quindi nipote del vescovo di Como citato poc'anzi). Ciò mostra che in realtà «Arduino trovò appoggi al di fuori dell'ambiente sociale dei secundi milites scontenti delle politiche episcopali al quale la vecchia storiografia aveva circoscritto la cerchia dei suoi seguaci», radunando attorno alla propria figura «una solidarietà composita, che sulla base di interessi anche molto lontani percorreva e spaccava verticalmente la società».
Il cronista Adalbondo nella sua Vita Heinrici II imperatoris, fornisce la lista dei nemici di Arduino al momento dell'incoronazione, pur non essendo un elenco esauriente e a tratti discutibile. La lista comprende il marchese Tedaldo di Canossa, l'arcivescovo di Ravenna Federico, il vescovo di Modena, il vescovo di Novara Pietro III e il vescovo di Vercelli Leone, principale nemico di Arduino. Un ulteriore nemico non citato dal cronista fu senza alcun dubbio il vescovo di Parma e cugino di Tedaldo Sigifredo, oltre che il già citato vescovo di Ivrea Warmondo, forse sostituito brevemente da Arduino nella cattedra episcopale con un certo Ottobiano. Un ulteriore possibile avversario fu il vescovo di Torino Gezone. In posizione più ambigua, ma favorevole ad Enrico II, Adalbondo riporta l'arcivescovo di Milano Arnolfo (di ritorno dall'Impero bizantino, da dove aveva scortato fino a Bari la promessa sposa di Ottone III, Zoe), il vescovo di Cremona Olderico, il vescovo di Piacenza Sigifredo, il già menzionato vescovo di Pavia Guido (che risulta improbabile fosse nemico di Arduino), il vescovo di Brescia e il vescovo di Como Pietro III (anche se in realtà, come delineato prima, si schierò con Arduino, tanto da apparire in qualità di arcicancelliere di Arduino del regno in nove diplomi redatti tra il 27 febbraio 1002 e il 28 gennaio 1005).
Gli storici hanno individuato altri possibili sostenitori, come il vescovo di Lodi Andrea, il vescovo di Bergamo Reginfredo, il vescovo di Tortona (sede dell'omonimo comitato obertengo, appartenente alla marca della Liguria Orientale) Teno ed il vescovo di Modena Warino. In area ligure, sotto dominio obertengo, il vescovo di Genova Giovanni non appare nei documenti aventi come riferimento cronologico l'ascesa sul trono di Arduino, al contrario del vescovo di Vado-Savona Giovanni. Anche Lucca sostenne Arduino, divenendo una vera e propria testa di ponte arduinica nella nemica marca di Tuscia, venendo sconfitta dalla vicina Pisa, sostenitrice di Enrico II, nel 1003 o 1004. Per quanto riguarda le abbazie, Arduino emise dei diplomi per la già citata abbazia di San Salvatore di Pavia e al monastero femminile di San Salvatore "Brisciano" di Lucca retto dalla badessa Adelperga (22 agosto 1002); l'abate Ambrogio di San Ponziano di Lucca, fratello di Leone giudice e fautore dello schieramento di Lucca per Arduino, venne destituito a seguito della sconfitta di Lucca, mentre le vicissitudini dell'abate dell'abbazia di San Salvatore presso il Monte Amiata, Winizo, sono state collegate alle lotte arduiniche; l'abbazia di San Silvestro di Nonantola si schierò con Arduino. Il fatto che la successione ad Ottone III in Germania non fosse chiara, dettò probabilmente la scelta di campo per alcuni dei sopracitati.

#### Lotta con Enrico II
Enrico II in un primo tempo decise di contrastare e deporre Arduino (1002) inviando delle truppe in Italia aventi come capo Ottone, duca di Carinzia e margravio di Verona. Tuttavia, grazie ad alcune abili mosse di Arduino, l'esercito di Ottone venne bloccato alle Chiuse dell'Adige nella valle del Brenta (attuale Val Sugana) e sconfitto, dopo aver cercato di accerchiare il nemico, tra il 1002 e il 1003. Arduino, secondo alcune fonti, conquistò così anche il titolo di marchese di Verona.

Visto tale rovescio militare per le milizie dei vescovi e le truppe imperiali, Enrico, ormai sovrano incontrastato dei Franchi Orientali, nell'aprile 1004 calò in Italia con un poderoso esercito. L'esercito italico si disperse senza combattere e Arduino fu costretto a ripiegare nella sua marca. Enrico II giunse a Verona, ove giunse il marchese Tedaldo di Canossa. Da Verona, andò a Brescia, ove incontrò il vescovo della città e l'arcivescovo di Ravenna con tutti i suoi suffraganei. Da Brescia, Enrico II si recò a Bergamo (il vescovo della città Reginfredo probabilmente cambiò fronte, sostenendo Enrico II), ove venne accolto dall'arcivescovo di Milano Arnolfo e quindi tutto il seguito si recò a Pavia, ove Enrico II, il 14 maggio, si fece eleggere re d'Italia per poi il giorno seguente essere incoronato nella chiesa di San Michele. I pavesi si ribellarono al nuovo sovrano e lo costrinsero a fuggire dalla città; i disordini provocarono un incendio in città; da segnalare che il vescovo pavese Guido non si sa quali delle due parti sostenesse. Dal marzo del suddetto anno, non vennero emanati documenti che conteggiavano gli anni dall'ascesa al trono di Arduino nell'area padano-piemontese. I sostenitori di Arduino diminuirono ulteriormente con la morte, nello stesso anno, del vescovo di Cremona Olderico, che aveva mostrato simpatie arduiniche, venendo elevato al soglio episcopale Landolfo, appartenente alla cappella regia di Enrico II; inoltre il vescovo di Como, Pietro III, cancelliere di Arduino, venne sostituito dal transalpino Eberardo; il vescovo di Asti Pietro, nipote del vescovo di Como, invece, rimase fedele ad Arduino.

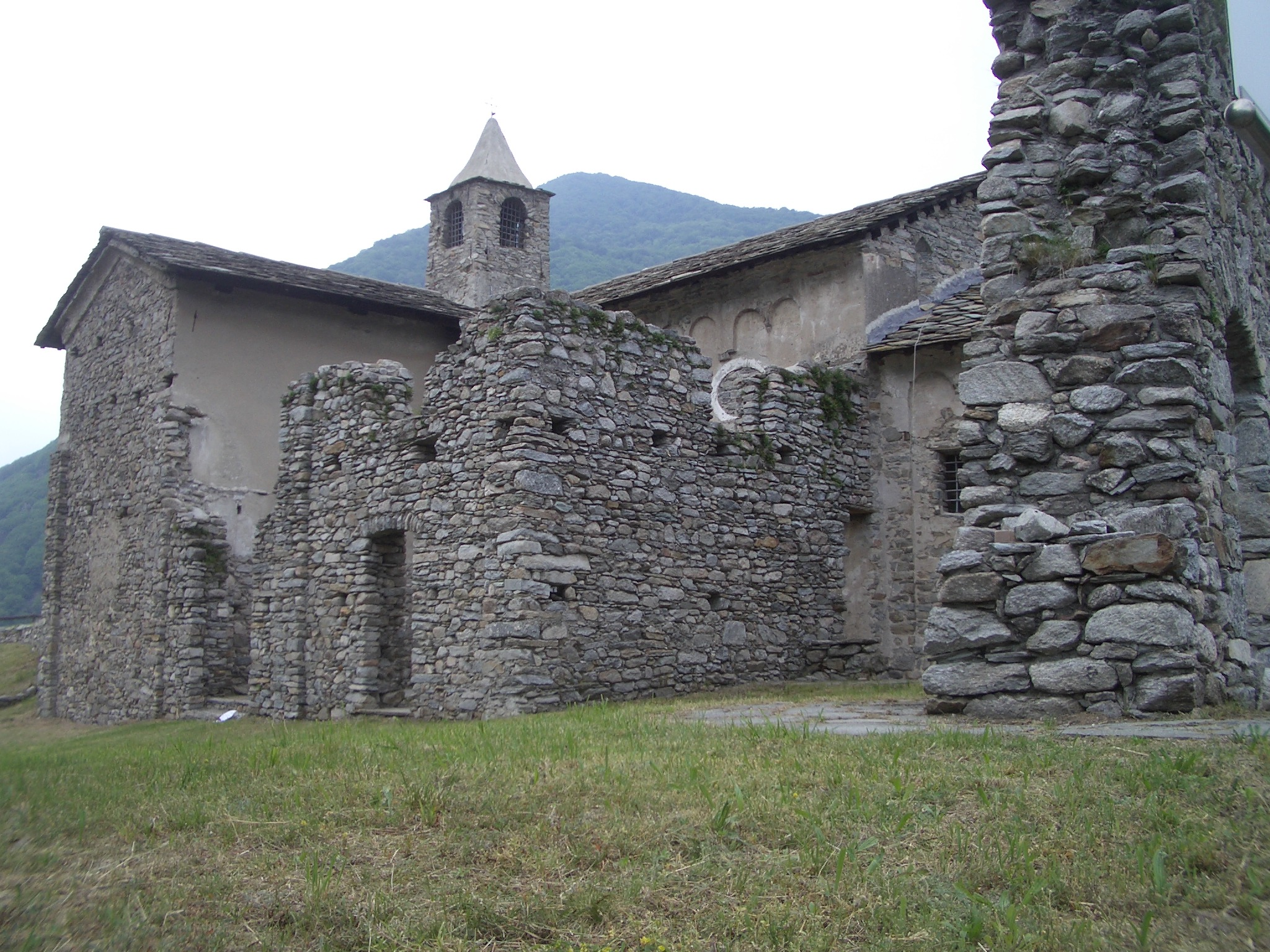
I resti della roccaforte di Arduino a Sparone

Dopo l'incoronazione di Enrico II, segue un decennio, quello tra il 1004 e il 1013/1014, scarsamente documentato, in cui si hanno poche informazioni e per di più di difficile individuazione cronologica precisa. Bisogna sottolineare che Arduino, ritiratosi nella rocca di Sparone in valle di Locana nel pieno del Canavese, continuò a rivendicare la corona d'Italia in contrapposizione ad Enrico II per dieci anni, dal 1004 e il 1014, e il suo potere era comunque sufficientemente credibile da avere dei richiedenti per dei diplomi regi e da poter coniare una sua moneta. La forte opposizione dei vescovi e di alcuni conti e marchesi fedeli all'imperatore non gli permise però di esercitare la sua autorità su molte terre del regno, anche se doveva essere presente una certa mobilità della corte regia data l'emissione di dieci diplomi; sicuramente Arduino aveva il sostegno del vescovo di Asti Pietro e dell'astigiano, appartenente alla marca di Torino, retta dall'arduinico Olderico Manfredi II, il quale però si mantenne neutrale. Questa neutralità si mantenne anche quando il fratello di questo, Alrico, venne nominato da Enrico II vescovo di Asti al posto del nemico Pietro: ciò avvenne senza l'assenso dell'arcivescovo Arnolfo, la quale diocesi aveva come suffraganea Asti, e di conseguenza l'arcivescovo accolse Pietro rifiutando la consacrazione del nuovo vescovo; la suddetta cerimonia venne quindi direttamente eseguita dal pontefice Giovanni XVIII tra il 4 maggio e il 24 giugno 1008, fatto che acuì la collera di Arnolfo; la situazione si risolse quando Olderico Manfredi e Alrico, dopo che l'arcivescovo si era mosso contro Asti a seguito di una condanna ad un sinodo, eseguirono una umiliante cerimonia di penitenza nella cattedrale di Santa Maria Maggiore a Milano tra il 17 ottobre 1008 e la metà di aprile dell'anno seguente; nonostante ciò, Alrico mantenne il seggio vescovile e Arduino non riuscì a sfruttare queste tensioni per trarre dalla propria parte Arnolfo. A partire dai primi mesi di quell'anno, inoltre, nell'astigiano i documenti notarili cominciarono ad essere redatti usando gli anni di regno di Enrico II.
In questa fase di debolezza, Arduino venne assediato nel castello di Sparone, ma egli riuscì a vincere l'assedio e lui e i suoi "Sparonisti" pochi mesi dopo, riuscirono ad occupare la città di Vercelli, sede episcopale di Leone. Sembra addirittura che Arduino riuscì ad occupare Pavia, anche se ciò è provato da un solo documento trasmesso in una copia seicentesca, in cui Arduino diede il suo assenso ad una donazione da parte del figlio Ottone di un complesso fondiario alla diocesi di Pavia retta dal nuovo vescovo Rainaldo. Non va tenuto invece conto di un documento che vuole Arduino presso l'abbazia di Bobbio, considerato un falso. Nel novarese, Arduino partecipò in prima persona ad atti militari assieme ai conti di Pombia, oltre che nell'area prealpina tra Como e Milano con i fratelli Ugo e Berengario, figli del defunto conte Sigifredo e di Railenda (figlia del conte di Piacenza Riprando II); tutti erano alleati di Arduino e parenti per via matrimoniale degli Obertenghi. Quest'ultima stirpe, inoltre, nel frattempo lottava nell'area veneta ed Arduino riuscì ad ottenere in tale area, in controtendenza rispetto al quadro generale di decadimento progressivo, il supporto del vescovo di Vicenza Gerolamo, lasciando lo schieramento di Enrico II e per questo privato della carica episcopale nei primi mesi del 1013, venendo sostituito da Tedaldo.
Nonostante questi sforzi, Arduino non poté supportare ulteriormente la situazione politica: Enrico II, che nel frattempo si era dovuto occupare di Boleslao di Polonia, scese nuovamente in Italia nel 1013; l'anno successivo fu solennemente proclamato imperatore a Roma da papa Benedetto VIII e riuscì a domare le resistenze dei nobili romani suoi avversari (ed alleati di Arduino): in tale frangente, gli Obertenghi furono annichiliti dal sovrano, alcuni di loro imprigionati e trasferiti Oltralpe, e i loro interessi patrimoniali furono minati alla base con la creazione da parte di Enrico II della diocesi di Bobbio, affidata all'abate dell'abbazia, situata nel cuore dei possedimenti obertenghi. Nonostante i fedeli di Arduino, una volta che Enrico II era ritornato in Germania, compissero ancora nel 1014 una serie di incursioni su Novara, che venne assediata, Vercelli (in quest'ultima sede occupata da Arduino stesso, e vi cacciò il vescovo Leone) e Como, il sovrano, vista la perdita di Vercelli e una grave infermità sopraggiunta, fu costretto a deporre le insegne reali sull'altare dell'abbazia di Fruttaria, e, secondo Tietmaro, provò a negoziare i possedimenti della contea di Ivrea per i suoi eredi, ma Enrico rifiutò.

### Ritiro e morte
Si ritirò quindi nell'abbazia di Fruttuaria a San Benigno Canavese, eretta sul confine della diocesi di Ivrea e Torino pochi anni prima a inizio secolo da Guglielmo, abate di San Benigno di Digione, per volontà dei de Vulpiano, stirpe a cui il neo abate apparteneva e fedeli di Arduino. Quest'ultimo era molto legato avendone appoggiato l'edificazione con un diploma del 28 gennaio 1005, oltre che probabilmente suo nipote (la madre Perinzia era forse sorella di Arduino); Rosa Maria Dessì ha avanzato l'ipotesi che dovesse divenire un Hauskloster di Arduino in quanto questo luogo venne scelto dal sovrano ormai decaduto come luogo di sepoltura per sé, la moglie Berta e i propri figli, ma tale tesi non è universalmente accettata.
Il 14 dicembre 1015 Arduino morì nell'abbazia di Fruttuaria e fu tumulato nell'altare maggiore della chiesa abbaziale, ove per secoli fu venerato da monaci e pellegrini. Tietmaro riferisce che la sua morte avvenne il 30 ottobre del medesimo anno, ma la storiografia ha ritenuto più precisa la data del 14 dicembre, morte registrata dall'obituario dell'abbazia di San Benigno di Digione per volere dell'abate Guglielmo, fondatore di Fruttuaria.
Nonostante la sua morte, i suoi fedeli, con l'aiuto contingente del marchese Olderico Manfredi, rimasero compatti e riuscirono nel 1016 ad occupare Ivrea scacciandone il vescovo. La marca di Ivrea non ebbe più un titolare, data la ricerca di indipendenza delle diocesi di Vercelli e Novara, unitamente alla più debole diocesi di Ivrea, ostacolata quest'ultima dalla stirpe discendente di Arduino.

## Matrimonio e figli
Dal matrimonio di Arduino d'Ivrea con Berta degli Obertenghi, probabilmente figlia di Oberto II, nacquero tre figli:
- Arduino (detto anche Ardicino), da taluni considerato successore del padre alla marca d'Ivrea nel 999[11], ma oggi considerato improbabile[10];
- Ottone, citato in un diploma trasmesso in una copia seicentesca, in cui Arduino diede il suo assenso ad una donazione da parte del suddetto figlio di un complesso fondiario alla diocesi di Pavia retta dal nuovo vescovo Rainaldo[38];
- Guiberto, che, assieme ai fratelli, tentò un'alleanza provvisoria poco dopo la morte del loro padre con il marchese di Torino Olderico Manfredi, che si fa giurare fedeltà agli abitanti di Ivrea[54] nel 1016[53].

Arduino avrebbe avuto anche un altro figlio, Reghino, presente nella cronaca di Fruttuaria ma in realtà mai esistito: esso infatti non compare in nessuna altra fonte e fu inventato di sana pianta dai conti di Valperga per legittimarsi.

## Le vicende delle spoglie di Arduino

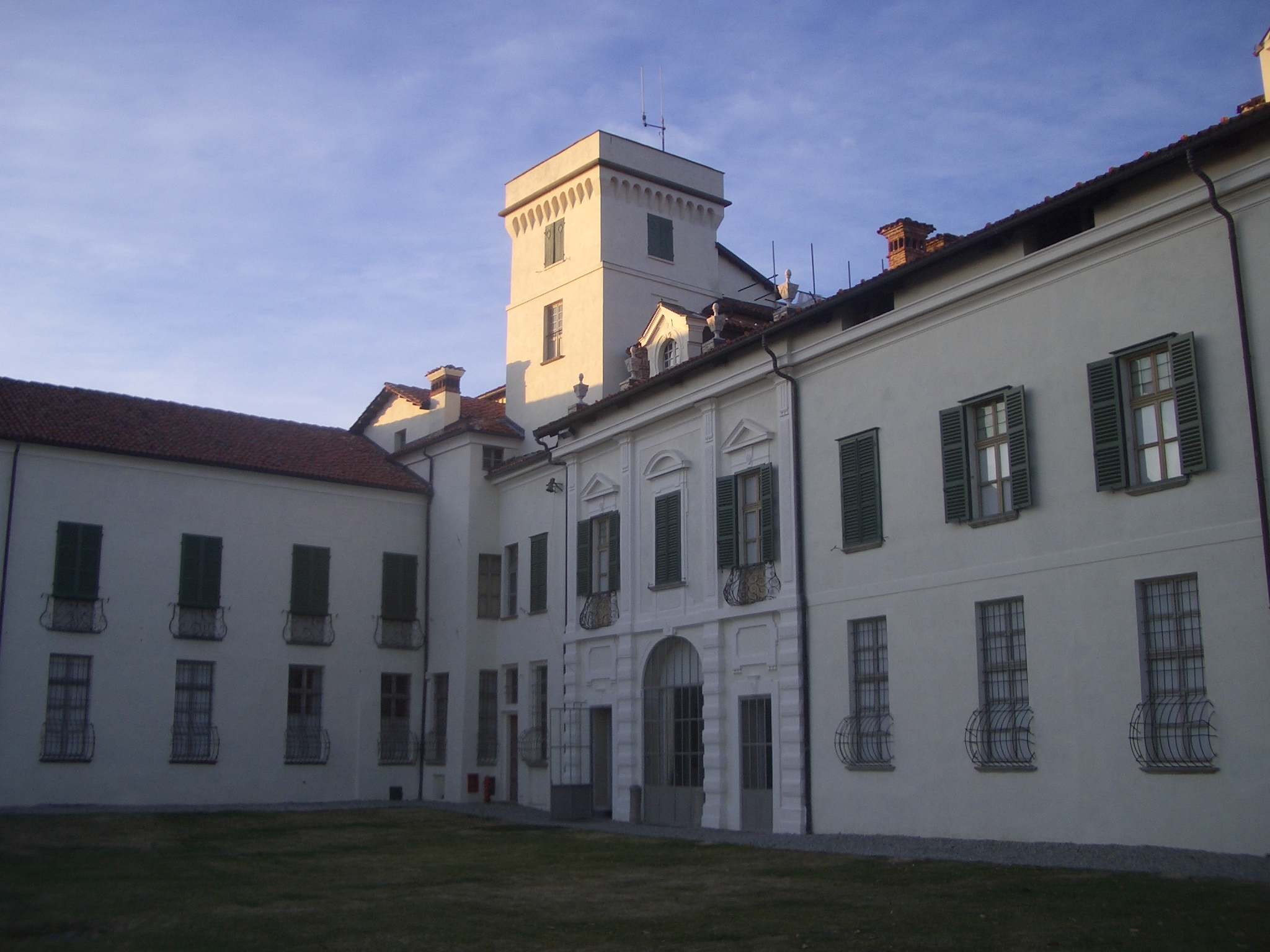
Il castello di Masino dove sono conservate le spoglie di Arduino

Nel 1525 il cardinale Bonifacio Ferrero, abate di Fruttuaria, considerava indegno il fatto che le ceneri di Arduino, scomunicato in vita dal vescovo d'Ivrea, fossero conservate come preziose reliquie sotto l'altare maggiore dell'abbazia e venisse a loro un vero e proprio culto, come se fosse un santo. Decise dunque di violare il sepolcro e di seppellire in terra sconsacrata le ceneri che si erano conservate.
Nel 1658 il conte Filippo San Martino di Agliè, favorito della reggente del ducato di Savoia Cristina di Borbone-Francia e celebre commediografo che pretendeva di discendere da re Arduino, chiese all'abate Paolo Grato Gromo di Ternengo di poter riesumare i resti di Arduino dall'orto del monastero e di poterle trasportare nel suo castello di Agliè. Il conte non era nuovo ad atti di tal tipo, tanto che l'anno precedente aveva ottenuto le presunte ceneri di Attone Anscario, morto nell'898 e capostipite dei marchesi d'Ivrea, e le aveva sepolte nella chiesa di San Lorenzo in Castello a Settimo Vittone.
Nel 1764 il castello di Aglié venne acquistato da Carlo Emanuele III di Savoia allo scopo di darlo in appannaggio al ramo cadetto dei duchi di Chiablese, al quale nulla importava delle spoglie di Arduino. Nel 1769 i resti furono trafugati dalla marchesa Cristina di Saluzzo Miolans, amante del conte Francesco Valperga di Masino e moglie del marchese Giuseppe di San Martino, precedente proprietario del castello di Aglié.
Racconta Giuseppe Giacosa che: 

La cassetta con le presunte ceneri di Arduino fu quindi portata dalla marchesa presso il castello di Masino, di proprietà dell'amante (che si considerava discendente del sovrano); i Savoia di fatto non reagirono seriamente al furto, così come i San Martino, il tutto a vantaggio dei Valperga di Masino, nuovi proprietari delle spoglie. La storia si inserisce con evidenza nelle strategie di nobilitazione dinastica perseguite con frequenza nel passato. Nella cappella del suddetto castello, ora di proprietà del FAI, le spoglie mortali di re Arduino riposano finalmente in pace ancora oggi. Nel 1827 o 1828, il re di Sardegna Carlo Felice a la regina Maria Cristina di Borbone-Due Sicilie visitarono il castello di Masino e fecero aprire l'urna con per vederne il contenuto, poi essa fu risigillata e poi benedetta, benedizione ripetuta nel 1892 per volere del conte Cesare Valperga di Masino, cattolico conservatore e sindaco di Torino fino al settembre 1870, quando si dimise in protesta per la presa di Roma, il quale fece inoltre apporre una lapide che ripercorre le vicende delle spoglie di Arduino.

## La sua figura
La figura di Arduino, come rilevato dallo storico canavesano del XIX secolo Antonino Bertolotti, non godeva nel Canavese di grande fama, fama che riuscì ad acquisire nell'immaginario collettivo e folcloristico grazie al suddetto studioso e ai suoi epigoni, i quali esagerarono la considerazione che Arduino deteneva per il folclore locale, fatto in realtà decisamente recente e a loro contemporaneo.
La cultura e la storiografia romantica resero popolare la figura di Arduino di Ivrea, vedendo in lui un esponente precoce della lotta per la liberazione dell'Italia dalle catene della dominazione straniera, attribuendo un significato simbolico alla sua nomina a re d'Italia. 
Per contro, la Chiesa, memore delle sanguinarie scorribande di Arduino contro i vescovi di Ivrea e di Vercelli, aveva teso in passato a ridimensionarne la statura politica e militare, vedendo nelle sue gesta la mera brama di potere e la mancanza di rispetto per le prerogative ecclesiastiche.
La figura di Arduino esce da tali opposte interpretazioni, quando la si inquadra nel contesto storico del X-XI secolo e delle acerrime lotte per il potere che coinvolsero l'intera struttura di potere ai tempi dell'impero romanico-germanico degli Ottoni. Risulta per altro verso che Arduino ebbe buoni rapporti con vescovi e abati fuori dalla sua marca, ove tentò di esercitare appieno le sue prerogative pubbliche di cui si stavano lentamente impadronendo i vescovi.

## La figura di Arduino nel folclore del Canavese
La passione per le rievocazioni storiche medievali - che ha connotato la cultura romantica e che si è tramandata sino ai nostri giorni - si manifesta nel Canavese in numerose feste in costume. Tra esse vanno ricordate:
- la Rievocazione Fructuariense che si celebra nel luogo in cui venne sepolto a San Benigno Canavese;
- il Torneo di Maggio alla Corte di Re Arduino, istituito a Cuorgnè con il proposito esplicito di celebrare la leggenda di re Arduino;
- la Rievocazione Storica di Sparone, con il preciso obiettivo di commemorare e ricostruire filologicamente le vicende arduiniche presso la Chiesa di Santa Croce (Sparone) e Rocca di Re Arduino.
- la Ricostruzione storica di Rocca Canavese, incentrata sulla figura del conte Emerico, e dei suoi legami con Arduino.

Nel 2011 nasce il "Patto Arduinico", un progetto di ricostruzione storica promosso da Associazione Culturale Speculum Historiae di Torino, il Gruppo Storico La Motta di Sparone ed il Gruppo Storico Rievocando Fruttuaria di San Benigno Canavese al fine di rievocare ed approfondire le vicende della zona del Canavese nell'XI secolo, incentrata sulla storia di Arduino e altri personaggi come Guglielmo da Volpiano e Libania di Busano.
Una così ampia diffusione di manifestazioni folcloristiche (che coinvolgono amministrazioni locali, associazioni e gruppi in costume) va spiegata facendo riferimento a quella che è stata nel tempo la costruzione del mito di Arduino. 
La genesi del mito (dopo secoli di  damnatio memoriae) è da collocarsi verso il XIV secolo quando i "conti del Canavese" - vale a dire i conti di Valperga, di San Martino ed altri - rivendicarono, per ragioni di prestigio e di legittimazione dei loro domini, una discendenza da Arduino, ultimo signore della marca d'Ivrea.
Consolidatosi nel Canavese il dominio dei Savoia, con la storiografia del XVII secolo, più attenta alla autorevolezza delle fonti, le ragioni per sviluppare il mito di Arduino sono quelle di "ricordare che principi italiani avevano dal Piemonte retto legittimamente gran parte dell'Italia settentrionale". Arduino diventa così l'indomito combattente che si oppose ed osò sfidare l'imperatore germanico.
È ovviamente con il Risorgimento che tale messaggio "patriottico" trova più vasto ascolto: le vicende di Arduino incoronato re d'Italia vengono esaltate al di là del loro reale significato storico. A tale esaltazione patriottica si connette la cultura romantica del XIX secolo (che trova un valido esponente in Canavese nella figura di Giuseppe Giacosa) che si compiace di un Medioevo leggendario fatto di castelli, armature e coraggiosi cavalieri.

## Riferimenti
1. ↑  Come specificato da Giuseppe Sergi: «Ivrea era un centro di potere tradizionale molto consolidato. Era stata capoluogo di un ducato longobardo ed era stata fino al 950 centro di una dominazione marchionale che comprendeva anche Torino e si estendeva su gran parte del Piemonte e della Liguria. Dopo il 950 era sopravvissuta una marca eporediese di dimensioni più ridotte, limitata al Piemonte nord-orientale e ai comitati che ho prima ricordati.» Lo storico prosegue definendo, per questa altezza cronologica, cosa era una marca: «Le definizioni di «marca» sono sempre un po' discutibili, perché normalmente i marchesi erano conti in prima persona nei singoli diversi comitati, e a differenza di questi ultimi probabilmente la marca non era una vera circoscrizione pubblica, bensì un ambito di coordinamento militare». Per approfondire, si veda Lucioni, p. 17, più note 13 e 14.
2. ↑  Per una mappa dei suoi possedimenti marchionali, si veda Sergi 1995, p. 149.
3. ↑  I nomi degli esecutori materiali dell'assassinio sono citati in un diploma di Ottone III del 7 maggio 999: «Damus omnia predia Ardoini filii Daidonis, quia hostis publicus adiudicatus episcopum Petrum Vercellensem interfecit et interfectum incendere non expavit, et predia eorum qui exploratu armis et ipsis manibus huic crudelitati interfuerunt, id est filiorum Teperti de Cassale Goslini, Aimini de Liuurno, Alberti et Gribaldi de Vnglano». (LA)  Ottonis III. Diplomata, a cura di Th. Sickel, in MGH, Diplomata regum et imperatorum Germaniae, Hannoverae, Impensis Bibliopolii Hahniani, 1893, vol. II/2, n. 323, pp. 749-750.
4. ↑  Per la quantità di potentes che appoggiarono Arduino per l'elevazione al trono italico (che, si ricorda, in quest'epoca la carica di sovrano ha un carattere d'ufficio e non dinastico/ereditario) si veda Sergi 2018, pp. 32-33, nota 24.
5. ↑  In realtà sembra che il vescovo non partecipò attivamente all'incoronazione: questo dato è una congettura dell'erudito pavese del XIX secolo Giuseppe Robolini, anche se questo assunto è ripreso come vero da Guido P. Majocchi, Pavia città regia. Storia e memoria di una capitale medievale, Roma, Viella, 2008, p.65. Per i dettagli, si veda Lucioni, p. 54, nota 108.
6. ↑  Nel già citato diploma emesso pochi giorni l'incoronazione a favore dell'abbazia di San Salvatore di Pavia, retta dall'abate Andrea, confermò al monastero alcuni beni e diritti preesistenti, ma, in più, ridiede al monastero il controllo (o quantomeno il diritto) sull'abbazia di Pomposa, che era passata meno di un anno prima all'arcidiocesi di Ravenna a seguito di un'assemblea svoltasi il 4 aprile 1001 all'interno della basilica di Sant'Apollinare in Classe di Ravenna davanti a papa Silvestro II, in precedenza arcivescovo della suddetta diocesi, e di Ottone III. Per approfondire, si veda Lucioni, pp. 63-64.
7. ↑  Tale ruolo di "principale" nemico di Arduino fu affibbiato dallo storico del XIX secolo Luigi Provana, come evidenziato da Levra, p. 133.
8. ↑  Milano, possibile area di origine o di esercizio della carica comitale del padre di Arduino, Dadone, era nell'area di influenza dei principali alleati di Arduino, gli Obertenghi. Da notare che Arduino donò un pallio alla Chiesa milanese e che gli atti privati redatti tra il 1002 e il 1004 a Milano e nell'area a nord di essa sono datati a partire dalla salita al trono di Arduino. Si veda Lucioni, pp. 56-57.
9. ↑  Della stirpe comitale dei Seprio, distretto a nord di Milano, era un protetto di Adelaide. In una carta risulta che il vescovo accettò la conferma di alcuni beni da parte del messo Adelelmo detto Azzo, messo di Arduino, Difficilmente quindi fu avversario di Arduino. Si veda Lucioni, pp. 57-58.
10. ↑  Della stirpe comitale dei de Besate, la posizione di Sigifredo è di difficile interpretazione: forse in un primo momento fu favorevole ad Arduino, ma la cosa non è certa. Si veda Lucioni, pp. 58-59.
11. ↑  Brescia era un comitato nelle mani di Tedaldo di Canossa. Non è possibile chiarire se il vescovo di Brescia citato da Adalbondo e Tietmaro fosse l'anziano Adalberto o Landolfo da Arsago, fratello dell'arcivescovo di Milano. Il vescovo di Brescia, in una discussione con Arduino, avrebbe irritato il sovrano a tal punto che quest'ultimo lo afferrerò per i capelli e lo sbatté a terra, nonostante fosse un suo sostenitore. Si veda Lucioni, pp. 59-60.
12. ↑  Ambrogio venne sostituito da un altro abate, per poi essere reintegrato nella carica nel 1022 quando ormai la situazione politica era ormai radicalmente mutata.
13. ↑  All'epoca era abate Rodolfo I, eletto lo stesso anno. Il 28 febbraio 1003, l'abbazia venne ceduta da Enrico II al già citato Sigifredo, vescovo di Parma, su richiesta del cugino e marchese Tedaldo di Canossa; non si sa se la cessione avvenne perché l'abbazia era filo arduinica o lo divenne dopo la cessione al vescovo parmense. Sembra inoltre che il monastero coltivò rapporti economici con Oberto II e il nipote Adalberto della stirpe rivale ai Canossa degli Obertenghi, senza contare il richiamo alla defunta imperatrice Adelaide in alcuni scritti. Per approfondire, si veda Lucioni, pp. 68-69 con relative note.
14. ↑  Enrico II scelse in questa posizione di potere strategica (infatti Como controllava gli itinerari alpini più rapidi per giungere a Pavia e Milano) un suo stretto collaboratore; forse da identificare con un altro Eberardo, che nel 1007 lasciò la cattedra episcopale comasca per diventare vescovo della neonata diocesi Bamberga, cara al sovrano, per essere sostituito dal cappellano regio Alberico
15. ↑  L'assedio di Sparone divenne un episodio capitale per gli avversari di Arduino, a giudicare dai continui accenti alla fortezza da parte di Leone di Vercelli. Benzone di Alba, decenni dopo, definisce Arduino «bestia Sparonis» mentre i suoi sostenitori sono definiti nei suoi scritti «Sparonisti»). Si veda Lucioni, p. 77, nota 195.
16. ↑  Se la regina Berta apparteneva alla stirpe degli Obertenghi, figlia di Oberto II e Railenda, e non a quella aleramica, ella fu la sorellastra dei suddetti Ugo e Berengario. Il conte di Vicenza, Lanfranco, era a sua volta fratellastro di Berta, il quale ebbe una figlia, Immilla, consorte di Uberto il Rufo di Pombia. Per approfondire, si veda Lucioni, pp. 82-83, nota 219.
17. ↑  Tietmaro (si veda Cronaca di Tietmaro, tr. di M.  Taddei, Libro VII, 1, pp. 193-194 e, con relative note, Chronicon, tr. di P. Bugiani, Libro VII, 1 (1), p. 541) riferisce che una settimana dopo l'incoronazione di Enrico II e di Cunegonda, il 21 febbraio, ci fu uno scontro tra i romani e i tedeschi sul ponte Tiberino provocata da tre fratelli Obertenghi, figli di Oberto II, Ugo, Azzone e Adalberto, di cui ne furono catturati due (uno riuscì a sfuggire), e trasferiti uno preso Fulda e l'altro presso il castello di Giebichenstein, usata come "prigione politica da Enrico II, Corrado II ed Enrico III il Nero. In seguito, sempre secondo Tietmaro (Cronaca di Tietmaro, tr. di M.  Taddei, Libro VIII, 1, p. 233 e Chronicon, tr. di P. Bugiani), il 25 gennaio 1018 Azzone (Ezzelino) venne rilasciato dalla prigionia. SI veda per la vicenda e per ulteriori fonti Lucioni, pp. 25-28.
18. ↑  Nella Pasqua del 1014, il 25 aprile, Enrico II era a Pavia e vi sostò per varie settimane e oltrepassò le Alpi a maggio.
19. ↑  Tietmaro non specifica quale contea era oggetto di trattative. Secondo Ferdinando Gabotto, Un millennio di storia eporediese (356-1357), in Eporediensia, Biblioteca della Società Storica Subalpina, vol. IV, Pinerolo, Tip. Chiantore-Mascarelli, 1900, p.32, la contea oggetto di trattative era il comitato di Ivrea (comitato citato anche da Piero Bugiani in Chronicon, p. 526, nota 288). Ciò è messo in dubbio da Sergi 1995, p. 148. Secondo Pene Vidari, pp. 91-94, il comitato in questione era più semplicemente una "contea del Canavese", fuori dall'area cittadina e quindi dagli interessi cittadini, una parte di territorio situato nella campagna già di fatto controllato da Arduino e i suoi fedeli (e in cui i discendenti del sovrano opereranno ancora circa un secolo dopo).